# Keizaburō Tejima
Keizaburō Tejima (jap. 手島 圭三郎, Tejima Keizaburō; * 1935 in Mombetsu, Hokkaidō, Japan) ist ein japanischer Illustrator und Bilderbuchautor, der mit der Holzschnitt-Technik arbeitet.
1957 schloss er sein Studium an der Pädagogischen Hochschule Hokkaidō (北海道教育大学, Hokkaidō Kyōiku Daigaku) ab.
Erstmals ausgestellt wurden seine Holzschnitte 1965 in Hokkaidō. Seine erste Buchveröffentlichung war Die Nacht der Eulen im März 1982 beim Verlag Fukutake Shoten. Für diesen und andere Verlage gestaltete er in der Folgezeit weitere Bilderbücher, die, wie das Debütwerk, Angehörige einer bestimmten Tierart als Akteure das Geschehen bestimmen lassen und die seitdem zu seinem Markenzeichen geworden sind.
Tejimas Bücher sind ins Englische, Deutsche, Französische und Spanische übersetzt worden und erhielten mehrere Auszeichnungen, das Buch Fuchsträume 1986 etwa eine lobende Erwähnung bei der Verleihung des Bologna Ragazzi Award.

## Werke (Auswahl)
- Shimafukurō no Mizuumi (しまふくろうのみずうみ), 1982; dt. Die Nacht der Eulen, 1995
- Ō Hakuchō no Sora (おおはくちょうのそら), 1983; dt. Schwanenwinter, 1996
- Kitakitsune no Yume (きたきつねのゆめ), 1985; dt. Fuchsträume, 1998
- Higuma no Aki (ひぐまのあき), 1986
- Chipiyaku Kamui (チピヤクカムイ), 1986
- Fuyu no Uma (ふゆのうま), 1987
- Fubuki no Tori (ふぶきのとり), 1989
- Haru no Chō (はるのちょう), 1991